# Baromètre des villes marchables
Un baromètre des villes marchables est un classement des villes de France selon leur adaptation aux piétons et aux déplacements à pied. Il a été créé par un collectif associatif (composé de la Fédération française de Randonnée pédestre, Rue de l'avenir et de 60 millions de piétons) sur le modèle du baromètre des villes cyclables pour le cyclisme.
Avec une première enquête en ligne fin 2020 renseignée par 68 000 usagers, un classement de la « marchabilité » des villes a été présenté en septembre 2021.
Une seconde édition a été lancée le 17 novembre 2022, jusqu'au 1er février 2023. La période d'ouverture de l'enquête a été par la suite prolongée jusqu'au 1er mars 2023.

## Objectifs
À l'aide d'un questionnaire s'inspirant de celui utilisé pour le baromètre des villes cyclables, l'objectif était d'évaluer la marchabilité des villes de France à partir de l'avis des piétons et des marcheurs, sur la base de cinq indicateurs :
- les pratiques des Français et leur ressenti global sur le quotidien de la marche,
- la sécurité des déplacements à pied,
- le confort des déplacements à pied,
- l'importance donnée aux déplacements à pied par les communes,
- les aménagements et services spécifiques pour les marcheurs.

## Méthode
Du 7 décembre 2020 au 15 mars 2021, il a été proposé aux internautes de remplir une enquête en ligne pour recueillir leur ressenti sur la marchabilité de leur commune et de donner leur avis sur la manière d'améliorer le sort des piétons dans les espaces urbanisés. 68 510 personnes ont répondu au questionnaire.

## Résultats2021
Les enseignements de cette enquête sont :

### Top 10 des villes marchables
Selon l'enquête, les villes les plus marchables sont :
- Acigné
- Cesson-Sévigné
- Gradignan
- Magny-les-Hameaux
- Mende
- Le Rheu
- Guyancourt
- Pacé (Ille-et-Vilaine)
- La Motte-Servolex
- Montigny-le-Bretonneux

### Top 5 des grandes villes
Les 5 grandes villes les plus marchables sont :
- Rennes
- Strasbourg
- Nantes
- Lyon
- Bordeaux

### Le classement par taille de ville
- plus de 200 000 hab. : 1 - Strasbourg, 2 - Rennes, 3 - Nantes
- 100 à 199 999 hab. : 1 - Dijon, 2 - Annecy, 3 - Metz
- 50 à 99 999 hab. : 1 - Vincennes, 2 - Versailles, 3 - La Rochelle
- 20 à 49 999 hab. : 1 - Draguignan, 2 - Sceaux, 3 - Guyancourt
- 5 à 19 999 hab. : 1 - Acigné, 2 - Cesson-Sévigné, 3 - Magny-les-Hameaux
- Moins de 5 000 hab. : 1 - Chavagne, 2 - Saint-Erblon, 3 - L'Étang-la-Ville

### Les villes les moins marchables
Aubervilliers, Marseille, Alfortville, Asnières-sur-Seine, Ajaccio, Noisy-le-Sec, Carcassonne, Les Pennes-Mirabeau, Deuil-la-Barre, La Seyne-sur-Mer, Mont-de-Marsan, Béthune, Vitry-sur-Seine, Castelnau-le-Lez.

### Les critères pour améliorer l'usage de la marche en ville
Les cinq améliorations sont :
- Des trottoirs plus larges, bien entretenus, sécurisés et sans obstacles (poteaux, poubelles, panneaux, terrasses, étalages...)
- Réserver les trottoirs aux déplacements à pied
- Verbaliser davantage le stationnement des véhicules motorisés sur les passages piétons et les trottoirs
- Modérer la vitesse des véhicules automobiles sur les lieux fréquentés par les piétons
- Constituer un réseau complet de cheminement piétons dans la ville, traiter les points noirs et les coupures urbaines

### Les principales critiques des piétons
Les critiques portent sur :
- Le manque d'intérêt porté par la collectivité aux piétons
  - seulement 25 % pensent que ces dernières années la situation des piétons s'est améliorée
  - 71 % attendent des actions de promotion de la marche à pied
- Le manque de confort des déplacements à pied
  - 69 % se plaignent des empiètements (terrasses, étalages...) sur les espaces réservés aux piétons d'obstacle (poubelles, poteaux...)
  - 67 % se plaignent du stationnement des véhicules motorisés sur les cheminements piétons
  - 70 % souhaitent des aménagements qui améliorent le confort des piétons (toilettes, bancs de repos, lieux de sociabilité, distributeurs d'eau potable...)
- Trop de conflits d'usage
  - 60 % pensent que la circulation des véhicules motorisés est gênante
  - 52 % se plaignent du manque de respect des piétons par les conducteurs d'engins motorisés
  - 54 % pensent que les aménagements cyclables constituent un facteur d'insécurité
- Focus sécurité
  - 63 % pensent que pour les enfants, les personnes âgées et les personnes à mobilité réduite, se déplacer à pied est dangereux
  - 60 % pensent que pour les enfants aller à l'école à pied est dangereux
  - 61 % pensent qu'il est difficile de rejoindre à pied les communes voisines en sécurité
- Focus personnes à mobilité réduite
  - 77 % des personnes à mobilité réduite trouvent les trottoirs inadaptés
  - 83 % des personnes à mobilité réduite trouvent les trottoirs encombrés
  - 65 % des personnes à mobilité réduite trouvent que les conflits avec les autres mobilités actives sont fréquents

## Résultats2023
Dévoilés le 12 septembre 2023, la note globale est de 9,2 sur 20 en moyenne (idem que deux ans auparavant). 230 communes ont pu être classées, et plus de 4 600 ont reçu au moins un questionnaire.
Les résultats des baromètres 2021 et 2023 devraient alerter les collectivités locales.  Il est vital d’apaiser nos villes en donnant la priorité à la mobilité piétonne. Elle est de loin la mobilité la plus saine, la plus sociale, la plus durable, la plus propre et la plus décarbonée (11).